# Álex Quintanilla
Álex Quintanilla Urionabarrenetxea (Bilbao, 2 de julio de 1990), más conocido como Álex Quintanilla, es un exfutbolista español que jugaba de defensa.

## Trayectoria
Se formó en las categorías inferiores del Athletic Club desde el año 2000. En juveniles también pasó por la cantera del Danok Bat, equipo en el que ya había jugado en su etapa benjamín. En el Club Portugalete debutó en 3.ª División, en la temporada 2009-10, donde fue cedido por el conjunto rojiblanco.
El salto a 2.ª B lo dio en las filas del Bilbao Athletic en la temporada 2010-11. Sus buenas actuaciones le permitieron fichar por uno de los gallitos de la categoría, el Deportivo Alavés (2011-12), donde pese a partir con el rol de suplente acabó consiguiendo un puesto en el once titular pasando a ser uno de los jugadores más destacados del equipo babazorro.
En verano de 2012, tras una intensa rumorología, fichó por el Valencia Mestalla con la idea de reforzar su zaga y poder dar el salto en un futuro a su primera plantilla. Este último objetivo estuvo a punto de cumplirse la temporada siguiente cuando el técnico ché Miroslav Đukić valoró la posibilidad de subirlo al primer equipo, aunque el fichaje de Rúben Vezo por el Valencia C. F. frustró esa posibilidad. Al cerrársele las puertas del primer equipo y contar con pocos minutos por parte de técnico del filial, Nico Estévez, se decidió rescindir su contrato y firmar a mitad de temporada, el 29 de enero de 2014, por el Barakaldo C. F.
La siguiente temporada y media la pasó en el conjunto fabril convirtiéndose en un jugador valioso, ya que sumó más de 80 partidos y logró 6 goles.
El 22 de julio de 2016 se anunció su fichaje por parte de la U. D. Almería, lo que le permitió debutar en la 2.ª División. En enero fichó por el C. D. Mirandés, donde permaneció otros seis meses.
El 31 de enero de 2018 llegó al Córdoba C. F. como agente libre. Fue uno de los héroes de la permanencia del equipo cordobés en Segunda División al lograr dos tantos en las últimas dos jornadas. El 27 de agosto de 2019 fichó por la U. D. Ibiza tras haber finalizado su etapa en el club cordobés.
El 21 de septiembre de 2020 firmó una temporada con el Nástic de Tarragona.

## Clubes
| Club                    | País   | Año       |
| ----------------------- | ------ | --------- |
| Club Portugalete cedido | España | 2009-2010 |
| Bilbao Athletic         | España | 2010-2011 |
| Deportivo Alavés        | España | 2011-2012 |
| Valencia C. F. Mestalla | España | 2012-2013 |
| Barakaldo C. F.         | España | 2014-2016 |
| U. D. Almería           | España | 2016      |
| C. D. Mirandés (cedido) | España | 2017      |
| Córdoba C. F.           | España | 2018-2019 |
| U. D. Ibiza             | España | 2019-2020 |
| Gimnàstic de Tarragona  | España | 2020-2023 |

## Vida personal
Es hijo de Fernando Quintanilla, exfutbolista del Athletic Club. Tiene la carrera universitaria de Ingeniería Industrial.